# مانفريد باير
مانفريد باير (بالألمانية: Manfred Bayer)‏ هو عالم أحياء دقيقة ألماني، ولد في 22 سبتمبر 1928 في غورليتس في ألمانيا، وتوفي في 27 فبراير 2015.